# محمد أباد بلوتش
محمد أباد بلوتش (بالفارسية: محمدآباد بلوچ) هي قرية تقع في قسم بيزكي الريفي (مقاطعة تشناران) في إيران. يقدر عدد سكانها بـ 123 نسمة .